# پادشاهی صربستان (قرون وسطی)
پادشاهی صربستان (صربی: Краљевина Србија / Kraljevina Srbija) یا پادشاهی صرب (صربی: Српско краљевство / Srpsko kraljevstvo) یک دولت صرب در قرون وسطی بود که از سال ۱۲۱۷ تا ۱۳۴۶ وجود داشت و توسط دودمان نمانجیچ اداره می‌شد. شاهزاده‌نشین بزرگ صربستان با تاجگذاری سلطنتی استفان نمانجیچ به عنوان پادشاه، پس از اتحاد مجدد سرزمین‌های صربستان، ارتقا یافت. در سال ۱۲۱۹، کلیسای ارتدوکس صربستان به عنوان یک اسقف اعظم خودمختار، به ریاست سنت ساوا، دوباره سازماندهی شد. این پادشاهی در سال ۱۳۴۶ به عنوان یک امپراتوری اعلام شد، اما سلطنت به عنوان یک نهاد لغو نشد، زیرا عنوان پادشاه به عنوان یک نام رسمی برای فرمانروای مشترک با امپراتور استفاده می‌شد.